# Шолаккорган
Шолаккорган (каз. Шолаққорған) — село, административный центр Сузакского района Туркестанской области Казахстана. Административный центр Шолаккорганского сельского округа. Код КАТО — 515630100.

## Население
В 1999 году население села составляло 8727 человек (4433 мужчины и 4294 женщины). По данным переписи 2009 года, в селе проживали 7934 человека (3936 мужчин и 3998 женщин).
На начало 2019 года население села составило 12 176 человек (6390 мужчин и 5786 женщин).

## Экономика
В индустриальной зоне Сузакского района, что в селе Шолаккорган, осуществляет свою деятельность ТОО "Завод металлических конструкций «UKO-S Star».